# 말로리-바이스 증후군
말로리-바이스 증후군(Mallory–Weiss syndrome, gastro-esophageal laceration syndrome)은 위와 식도의 연결 지점에서 점막 내 상처로 인한 출혈을 가리킨다. 보통은 알코올 의존증이나 폭식증으로 인한 심각한 구토에 의해 발병하지만 식중독과 같은 구역질 및 구토를 유발하는 어떠한 질병에 의해서라도 발병할 수 있다. 이 증후군은 통증이 있는 토혈과 함께 나타난다.

## 병인
종종 알코올 의존증과 식사 장애와 관련이 되며, 열공탈장의 존재가 소인적 질병이라는 증거가 일부 있다. 억지로 구토를 하면 연결 지점에서 점막의 상처를 일으킬 수 있다.

## 증상
말로리-바이스 증후군은 종종 격렬하게 구역질을 하거나 구토를 한 뒤에 피를 토하는(토혈) 증상을 보이지만, 흑변 내 묵은 피가 관찰되기도 한다.
대부분의 경우 피가 나오는 증상은 24~48시간 이후에 자발적으로 멈추지만 내시경이나 외과적 치료가 가끔 필요하며 질병이 치명적인 경우는 드문 편이다.

## 진단
진단은 위내시경을 통해 가능하다.

## 역사
이 질병은 15명의 알코올 증후군 환자를 대상으로 1929년 조지 케네스 말로리와 소마 바이스에 의해 처음 기술되었다.

## 같이 보기
- 토혈